# Alergia na tatuaż
Alergia na tatuaż − rzadkie powikłanie tatuażu, będące wynikiem alergii, najczęściej na barwnik koloru czerwonego.
Składnikiem czerwonego barwnika, w zależności od producenta, są siarczek rtęci, wodzian żelaza, drzewo sandałowe, drewno brazylijskie. Siarczek rtęci jest najczęstszą przyczyną alergii. Reakcja na te substancje przejawia się intensywnym świądem i zaczerwienieniem pojawiającym się wkrótce po wprowadzeniu barwnika. Reakcja ta zwykle wygasa samoistnie w przeciągu 2−3 tygodni, ale z uwagi na nasilenie objawów zwykle koniecznie staje się stosowanie maści zawierających sterydy. W ciężkich przypadkach może konieczne okazać się chirurgiczne wycięcie zajętych okolic. Opisywano też korzystne wyniki leczenia z użyciem laserem CO2.